# Desmopachria laesslei
Desmopachria laesslei är en skalbaggsart som beskrevs av Young 1981. Desmopachria laesslei ingår i släktet Desmopachria och familjen dykare. Inga underarter finns listade i Catalogue of Life.